# Media Lengua
Media Lengua (ML) ist eine Mischsprache, die in Salcedo, einem Kanton der zentralecuadorianischen Provinz Cotopaxi, von ca. 1000 Menschen gesprochen wird. Sie wurde von dem niederländischen Linguisten Pieter Muysken zufällig entdeckt, als dieser in den 1970er Jahren Feldforschungen zum ecuadorianischen Quechua betrieb. Media Lengua  beinhaltet die Grammatik des Quechua und das gesamte nominale und verbale Vokabular des Spanischen.:6

## Geschichte des Sprachkontaktes zwischen Spanisch und Quechua
Quechua war die Verkehrs- und Handelssprache der Inka und wurde ursprünglich in Peru gesprochen, breitete sich jedoch bis nach Bolivien, Chile und Nordargentinien aus.:367Gegen Ende des 15. Jahrhunderts kam das Quechua durch die Inka nach Ecuador.:481
Unter der Herrschaft der Spanier, die in Ecuador, dem Herkunftsland der Media Lengua, vom frühen 16. Jahrhundert bis 1830 andauerte, wurde der Gebrauch des Quechua anfangs gefördert, um die Missionierung der indianischen Bevölkerung voranzutreiben. Während der Kolonialzeit entwickelte sich Quechua zur Muttersprache eines Großteils der indianischen Bevölkerung. Im 17. und 18. Jahrhundert vollzog sich dann jedoch ein Wandel in der spanischen Sprachpolitik. Die indianischen Sprachen wurden unterdrückt und dem Spanischen untergeordnet.:15
Auch nach der Unabhängigkeit Ecuadors im Jahr 1830 wurde das Quechua vom öffentlichen Leben ausgeschlossen.:17
Als zu Beginn des 20. Jahrhunderts indianische Handwerker und Bauern auf der Suche nach Arbeit aus ihren Dörfern, in denen das Quechua häufig weiterhin Muttersprache blieb, in die Hauptstadt Quito zogen, wo sie mit der spanischen Sprache konfrontiert wurden, erhöhte sich der Anteil der zweisprachigen Bevölkerung. Das Quechua verlor zunehmend an Prestige und wurde bald mit Rückständigkeit und Unwissenheit assoziiert. Heute ist Spanisch die Sprache, die von den meisten Bewohnern Ecuadors gesprochen wird.:368
Das Quechua hat heutzutage rund 12,5 Millionen Sprecher, davon 4,4 Millionen in Peru, 2,2 Millionen in Ecuador, 1,5 Millionen in Bolivien, sowie 120.000 in Argentinien, 4.400 in Kolumbien und jeweils rund 1000 in Chile und Brasilien. (Cerrón-Palomino  zit. n. Shappeck):13

## Verbreitung der Media Lengua
Muysken geht davon aus, dass die Media Lengua zwischen 1920 und 1940 entstand, da in den 1970er Jahren, als er seine Feldstudien in Salcedo betrieb, die meisten Einwohner, die über 50 waren, ausschließlich Quechua sprachen und nur die Personen mittleren Alters in der Media Lengua kommunizierten.:374
Die Media Lengua ist sowohl Mutter- als auch Zweitsprache der indianischen Bauern und Handwerker, die ab Beginn des 20. Jahrhunderts zum „Eisenbahnbau (...) aus dem Hochland nach Quito kamen“:6, sowie die Muttersprache der Bevölkerung, welche in den Dörfern lebt, die sich zwischen der „weißen“ Welt der Spanisch sprechenden Menschen in den Tälern und dem Lebensraum der nur Quechua sprechenden nativen Bevölkerung in den höher gelegenen Bergregionen befinden.:121 Muysken bezeichnet diese Media Lengua sprechende Bevölkerungsgruppe als „Obreros“.:374
Seit den 1970er Jahren hat sich die demographische und linguistische Situation um Salcedo jedoch deutlich verändert.:35 Eine verbesserte Infrastruktur erleichtert es den Bewohnern der höher gelegenen Gebiete, in die Städte zu reisen. Obwohl es große Bemühungen gibt, das Quechua in dieser Region zu bewahren und den Spanisch-Quechua-Bilingualismus zu fördern, sprechen immer mehr Menschen in und um Salcedo nur noch Spanisch.:35f.

## Struktur der Media Lengua unter Berücksichtigung der typologischen Merkmale des Spanischen und des Quechua

### Unterscheidung Spanisch-Quechua

#### Satzgliedstellung
Das Standardspanische hat eine SVO-Satzgliedstellung, das Verb steht also vor dem Objekt. Im Quechua wiederum ist das Objekt dem Verb vorangestellt, die Sätze haben eine SOV-Struktur.:10

#### Morphologie
Das Quechua ist eine synthetisch agglutinierende Sprache, das heißt, jedes Affix ist Träger genau einer grammatikalischen Information und hat eine bestimmte Position in der morphologischen Struktur des Lexems. Spanisch ist eine synthetisch fusionierende Sprache. Ein Affix ist Träger mehrerer grammatikalischer Funktionen.:11
Das Suffix imos im spanischen Verb comimos („wir aßen“) drückt aus, dass es sich um die 1. Person Plural Präsens aktiv Indikativ des Verbs comer handelt. Dieselben Informationen werden im Quechua durch verschiedene Suffixe ausgedrückt.:11
Dies soll an folgendem Beispiel verdeutlicht werden:
Quechua: miku - ra - u - chu:12 („wir aßen“)
Das Affix miku steht für das Verb „essen“, ra für das Präteritum, u für die erste Person und chu für den Plural.:12

#### Phonologie
Das Lautsystems des Quechua besitzt drei phonemische Vokale:  /i/ (vorn, geschlossen), /u/ (hinten, geschlossen) und /a/ (vorn, offen). (Cerrón-Palomino zit. n. Shappeck):12
Im peruanischen und bolivischen Quechua treten die halbgeschlossenen Vokale [e] und [o] häufig als Allophone der beiden geschlossenen Vokale /i/ und /u/ auf, wenn /i/ oder /u/ an einen uvularen Konsonanten grenzen. Diese Regel bezieht sich jedoch nicht auf das ecuadorianische Quechua.:380
Spanisch hingegen besitzt fünf phonemische Vokale: /i/, /e/, /o/,/a/, und /u/. (Cerrón-Palomino zit. n. Shappeck):12

### Morphologische Merkmale der Media Lengua
Eine Besonderheit der Media Lengua ist, dass eine große Mehrheit – rund 90 % – der Wortstämme des Quechua durch spanische Formen ersetzt wurde, ohne dass sich dabei Morphologie, Syntax und Semantik des Quechua signifikant änderten.:37 Diesen Prozess bezeichnet Muysken als Relexifikation.:366
Die Tatsache, dass so viele spanische Wörter in das Quechua übernommen wurden und die Relexifikation in diesem Maße stattfinden konnte, lässt sich durch die agglutinierende Struktur des Quechua erklären sowie dadurch, dass die grammatikalischen Informationen im Quechua in den Suffixen und nicht in den Wortstämmen enthalten sind. Die Entnahme von Wortstämmen aus dem Spanischen hatte also keinen großen Einfluss auf grammatikalische Prozesse.:31
Nach Muysken unterscheiden sich „Wortstämme und Affixe (…) deutlich voneinander.“:31 Im Quechua sind die Wortstämme den Affixen grundsätzlich vorangestellt, Präfixe und Infixe existieren nicht.:31
Die Wortstämme bestehen meist aus zwei Silben, die Affixe nur aus einer. Weiterhin haben die Affixe eine sehr viel abstraktere Bedeutung. Muysken bezeichnet die Affixe als „separate units“:31, die auch einem Prozess der Relexifikation unterzogen werden könnten. Es finden sich in der Media Lengua auch einzelne Fälle, in denen spanische Suffixe verwendet werden, wie zum Beispiel die Affixe -ndu (Gerund) oder -du (Resultativ).:31
Größtenteils bezieht sich die Relexifikation jedoch nur auf die Stämme, denn die meisten Affixe wurden aus dem Quechua übernommen.:387
Aufgrund der agglutinierenden Struktur des Quechua können spanische Verben einfach in Quechua-Verben umgewandelt werden, trabajar („arbeiten“) wird zum Beispiel zu trabaxana und entender („verstehen“) zu intindi.:384 Unregelmäßige spanische Verben werden in der Media Lengua wie regelmäßige Verben behandelt.:383
Weiterhin findet in der Media Lengua eine Kombination verschiedener spanischer Wörter in einem einzigen Media-Lengua-Wort statt. Dieser Prozess nennt sich Freezing.:384Das spanische a mí („mir“) zum Beispiel wird in der Media Lengua zu „ami“.:384
Ein weiterer Prozess, der bei der Anpassung von spanischem Vokabular in der Media Lengua ablaufen kann, ist die Reduplikation.:384 Einzelne Wörter in der Media Lengua werden hierbei verdoppelt, wie im Satz Yo-ga bin-bin tixi-y-da pudi-ni.:384 Im Spanischen tritt das „gut“ nur einmal auf: Yo puedo tejer muy bien.:384 („Ich kann gut stricken.“)

### Phonologische Merkmale der Media Lengua
Ein Großteil des spanischen Vokabulars wird in die Media Lengua übernommen, und dabei phonologisch an das Quechua angepasst. Die halbgeschlossenen Vokale [e] und [o], die es als phonemische Vokale im ecuadorianischen Quechua nicht gibt, werden in der Media Lengua oft durch die geschlossenen Vokale [i] und [u] ersetzt, in Namen oder Interjektionen jedoch beibehalten.:366; 381 Die in der Media Lengua häufig auftretenden Verben dizi- „sagen“, azi- „machen“, bini- „kommen“ und pudi- „können“ werden immer mit geschlossenen Vokalen ausgesprochen, die Pronomen yo „ich“, bos „du“ und el „er/sie“ allerdings nur in seltenen Fällen.:381

### Syntaktische Merkmale der Media Lengua

#### Satzgliedstellung
In der Media Lengua gibt es hauptsächlich eine SOV-Satzgliedstellung wie im Quechua. Zwar zeigt rund ein Fünftel der von Muysken untersuchten Sätze, deren Verbphrasen ein Verb und ein Objekt oder eine Adverbialbestimmung enthalten, eine dem Spanischen gleichende SVO-Satzstruktur, aber dies ist auch der Fall bei anderen Varietäten des Quechua.:397

#### Der Komparativ
Im Quechua wird der Komparativ mit dem nicht flektierbaren Verb yalli („übertreffen“) gebildet und das Objekt, mit dem etwas verglichen wird, erhält die Akkusativendung -da. In der Media Lengua wird yalli durch die Form gana- (vom Spanischen ganar, „gewinnen“), die immer flektiert werden muss, ersetzt.:397
| Quechua                                                          | Media Lengua                                                              |
| ---------------------------------------------------------------- | ------------------------------------------------------------------------- |
| Kan Huzi-da yalli puri-ngi. („Du gehst schneller als John.“):397 | Xwan-mi Pedro-da gana-sha grande ga-n. („Juan ist größer als Pedro.“):397 |

## Gründe für die Entstehung der Media Lengua
Muysken ist der Auffassung, dass die Media Lengua der Bevölkerung in der Salcedo-Region die Möglichkeit gibt, ihre kulturelle Identität, welche nicht in das Muster Quechua = indianisch und Spanisch = weiß passt, auszudrücken. Er bezeichnet dies als „sense of cultural indeterminacy.“:377 Die Media-Lengua-Sprecher versuchen „sich mit Hilfe der Sprache eine eigene Identität zu schaffen, die weder mit dem Spanischen noch mit dem angestammten Quechua deckungsgleich ist“.:6

## Kritik an Muysken (nach Dikker)
Muyskens Darstellung der Struktur der Media Lengua impliziert, dass sich dieser Prozess der Relexifikation von anderen „normalen“ Fällen, in denen Sprachwandel auf Grund von Sprachkontakt („contact induced language change“:123) stattfinden, stark unterscheidet.:123
Dikker jedoch ist anderer Auffassung und meint, dass die Media Lengua nicht von Maßstäben oder Beschränkungen, die für andere Situationen des Sprachkontaktes gelten, abweicht.:132
In ihren Ausführungen stellt sie Sarah G. Thomasons borrowing scale:129 vor und platziert die Media Lengua auf der dritten Stufe dieser Skala, in welche Mischsprachen eingeordnet werden können. Sie begründet ihre Entscheidung damit, dass die Sprecher der Media Lengua einen engen Kontakt zum Spanischen haben und die jüngste Generation hauptsächlich Spanisch, die älteste Generation hauptsächlich Quechua spricht.:132
Charakteristisch für die erste Stufe der borrowing scale ist, dass nur unwesentliches Vokabular von der source language (die Sprache, aus der Wörter übernommen wurden) in die recipient language (die Sprache, in die neue Wörter eingeführt werden) entliehen wird. In der zweiten Stufe werden neben unwesentlichem Vokabular auch phonologische Merkmale oder Präpositionen und Konjunktionen übernommen. In der dritten Stufe – hier befindet sich laut Dikker die Media Lengua – können fast alle Merkmale einer Sprache entliehen werden. Auf der vierten Stufe schließlich ist vollständige Zweisprachigkeit erreicht. Entweder dominiert die source language, oder es sind beide Sprachen gleichrangig.:129
Dikker ist der Meinung, dass die Merkmale der Media Lengua mit Hilfe der borrowing scale Thomasons zu erklären sind.:132 Grundlegendes Vokabular sowie die Affixe -ndu, -itu/-ita und -do wurden aus dem Spanischen in die Media Lengua übernommen.:131 Sie teilt nicht die Ansicht Muyskens, dass sich die Media Lengua deutlich von anderen Mischsprachen unterscheidet.:132
Muysken behauptet hingegen, dass die Tatsache, dass mehr als 90 % des spanischen Vokabulars in die Media Lengua entlehnt wurden – dies sind mehr als doppelt so viele Wörter wie in anderen Fällen von Entlehnungen spanischen Vokabulars ins Quechua – Beweis dafür ist, dass im Entstehungsprozess der Media Lengua nicht nur ein normaler Fall von Entlehnung („regular borrowing“:130) gewirkt haben kann, sondern Relexifikation stattgefunden haben muss.:130 Dikker allerdings sieht als Ursache für die große Anzahl der Entlehnungen eher die besonderen sozialen Gegebenheiten, unter welchen die Media Lengua entstand. Die Sprache entwickelte sich nicht aufgrund eines kommunikativen Bedürfnisses der Menschen, sondern auf Grund des Wunsches nach eigener Identität.:130